# Old Course at St Andrews

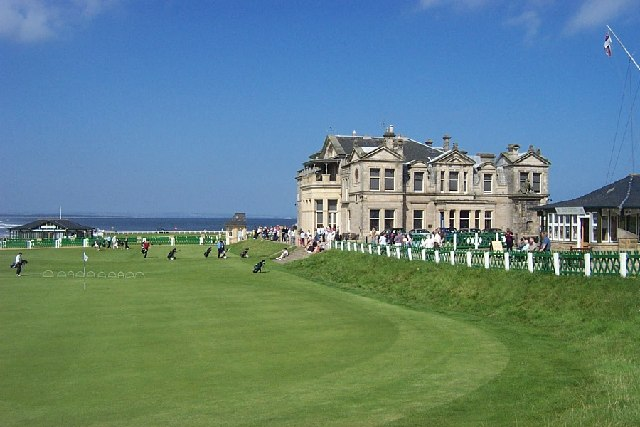
Campo de golfe da Royal and Ancient Golf Club of St Andrews

O Old Course at St Andrews ou Old Course é o mais antigo campo de golfe do mundo. Foi fundado em 1552 na localidade de St. Andrews, Escócia e atualmente sedia a Royal and Ancient Golf Club of St Andrews, a mais importante entidade de Golfe no mundo.
Os primeiros registros históricos do campo de St. Andrews remetem a uma licença emitida em 1552 que permitia aos habitantesd a região caçar coelhos na região que hoje constitui o Old Course. Outras fontes alegam que Jaime IV da Escócia adquiriu todos os campos de golfe da região de St. Andrews em 1506.